# Oulhassa Gheraba
Oulhassa Gheraba é um distrito localizado na província de Aïn Témouchent, no noroeste da Argélia. Em 2010, sua população era de 22 054 habitantes.

## Municípios
O distrito está dividido em dois municípios:
- Oulhaça El Gheraba
- Sidi Ouriache